# Burg Veldenstein

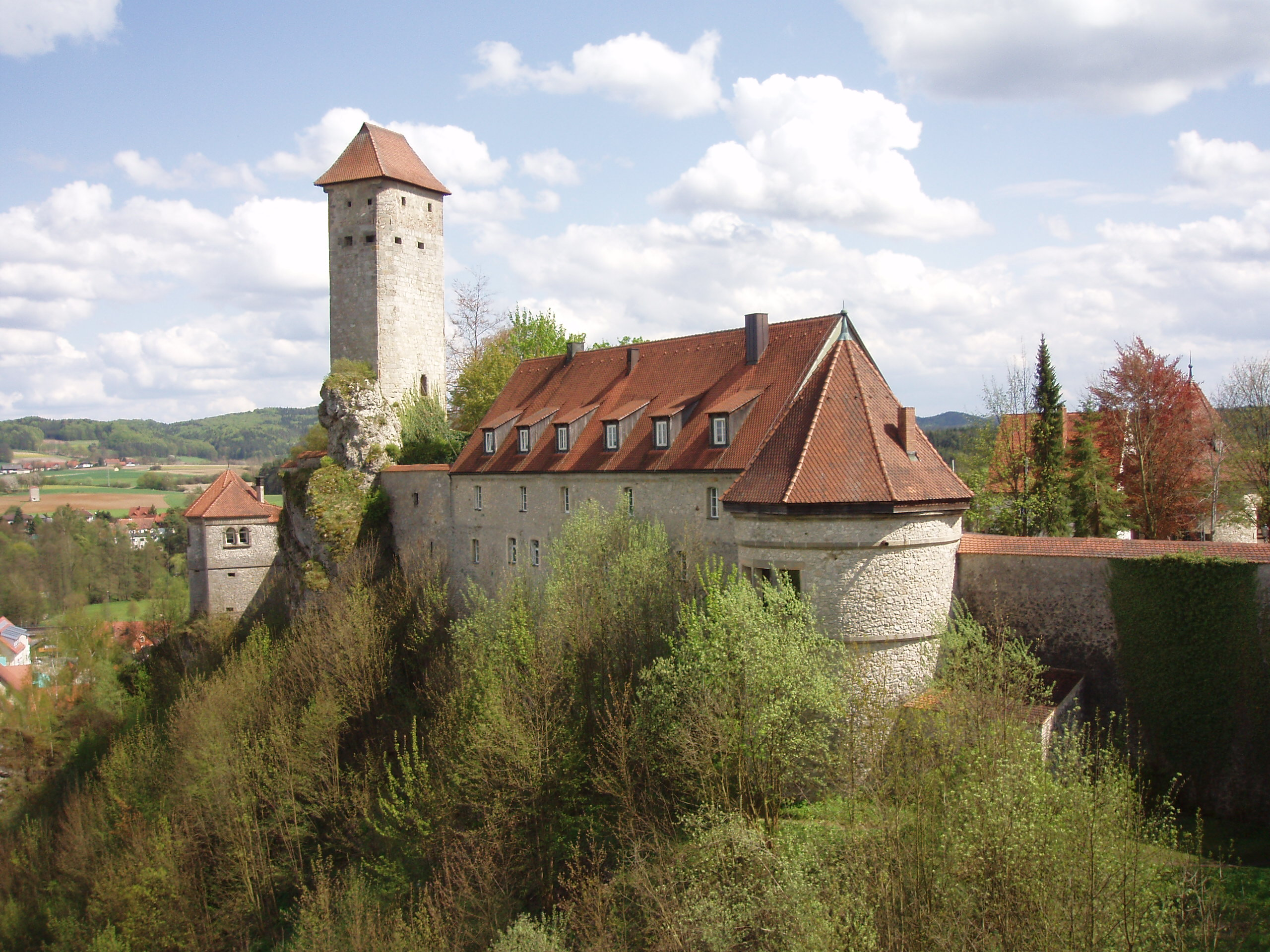
Burg Veldenstein

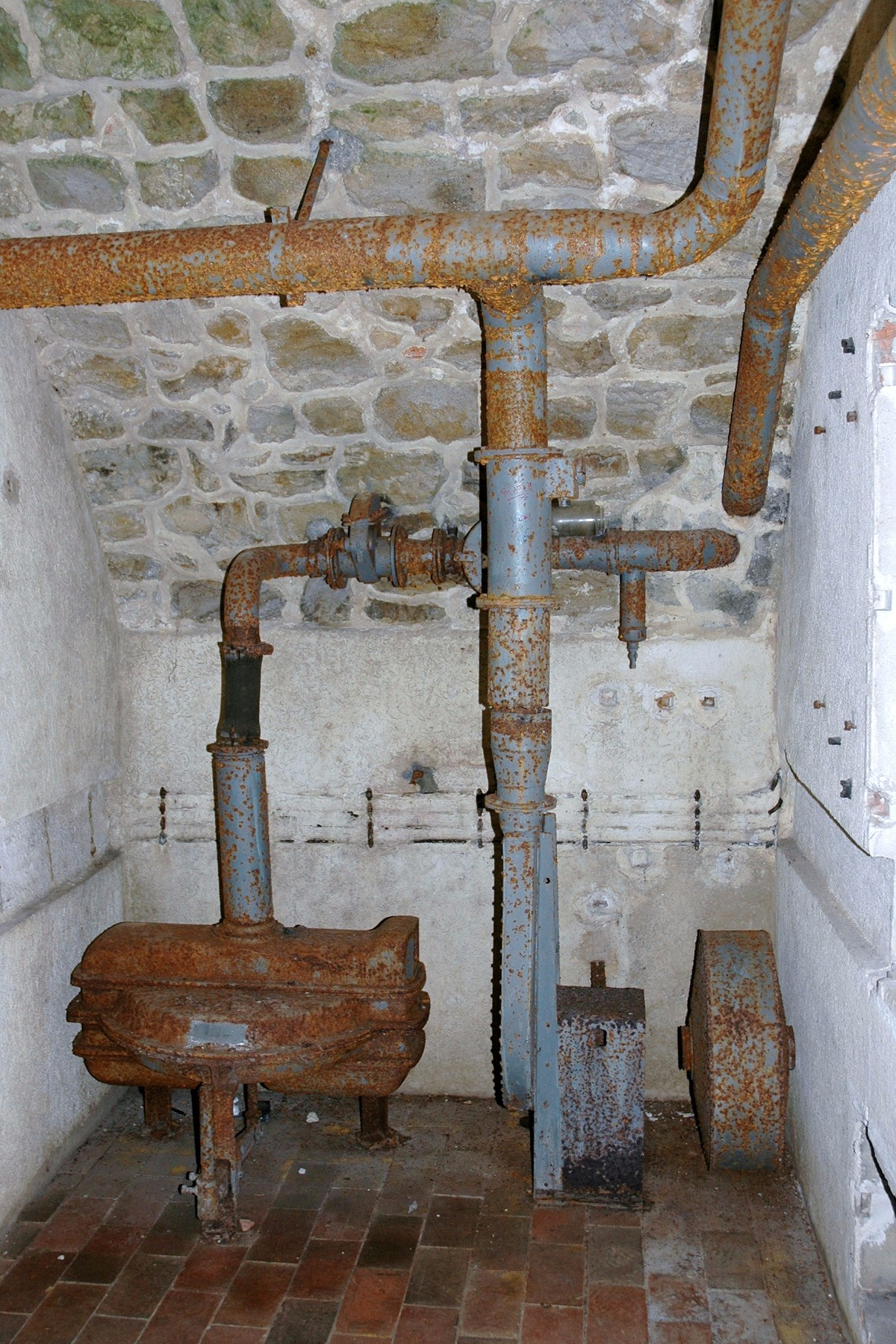
De luchtvoorziening van de bunker die Hermann Göring liet bouwen

Burg Veldenstein is een middeleeuwse burcht in Neuhaus an der Pegnitz, 50 km ten noordoosten van Neurenberg.

## Bisschoppen
In 1008 liet de bisschop van Eichstätt in opdracht van keizer Koenraad II de noordgrens van zijn bisdom versterken.
In 1269 vermeldt een oorkonde de burcht als novum castrum.
De burcht behoorde toen aan het aartsbisdom Bamberg en was de zetel van de aartsbisschop.
In 1323 werd de burcht voor het eerst Veldenstein genoemd.

## Boeren en edellieden
Eerst woonden gewone boeren Amtmannen in de burcht.
In de 14e eeuw kwamen ook edellieden naar Veldenstein zoals de heren von Stör, von Egloffstein en later von Wiesenthau.

## Uitbreidingen
Hans von Egloffstein bouwde begin 15e eeuw de binnenste burcht.
Bisschop Georg I. von Schaumberg kocht de burcht terug van de Egloffsteins. Zijn opvolger Philipp von Henneberg liet de burcht vergroten met een buitenste burcht.

## Ruïne
De burcht weerstond vele aanvallen, maar wisselde in de 16e eeuw en in de 17e eeuw van bezitter. De Brandenburgers, Neurenbergers, in 1632 na de Dertigjarige Oorlog de Zweden en in 1635 de Beieren.
Dan kwamen opnieuw de bisschoppen van Bamberg naar Veldenstein. In 1708 vernietigde een blikseminslag in de kruittoren de burcht tot een ruïne.

## Renovatie
In 1807 viel Neuhaus na de Vrede van Lunéville met Napoleon Bonaparte onder Beieren.
Wolfgang Brunnhuber verkocht op 8 oktober 1861 burcht Veldenstein voor 1300 gulden aan de gepensioneerde rechter Carl Heinrich Friedrich August May.
Hij kocht van Anna Sturm de toren op 15 september 1863 voor 300 gulden.
In 1863 liet hij er een woning bouwen. May stierf op 8 juni 1873 in zijn burcht. Zijn weduwe Anna Regina May en hun vijf kinderen bleven er wonen. Van 1871 tot 1878 renoveerde ingenieur G. C. Hennch de burcht.

## Epenstein
Op 29 november 1897 verkocht ze de burcht aan de arts Hermann Epenstein uit Berlijn voor 20.000 mark. Epenstein investeerde tot 1914 een miljoen mark om de burcht in de oorspronkelijke toestand te herstellen. Johann Gröschel uit Nürnberg werkte er tien jaar aan.
In die tijd liet Epenstein het gezin van Heinrich Göring er wonen. Heinrich Göring was ziek en Fransziska Göring was de maîtresse van Epenstein. Hun zonen Hermann Göring en Albert Göring, waarvan Epenstein de dooppeter was, gingen te Neuhaus en Velden naar school. Toen Epenstein trouwde met Elisabeth Schdrowicz, moesten de Görings de burcht verlaten.

## Göring
Na de dood van Epenstein verkocht zijn weduwe in 1939 de burcht aan Hermann Göring.
Hermann Göring had haar voordien tegen een spotprijs de condoomfabriek van de Joodse Julius Fromm toegekend. Hermann Göring liet de burcht renoveren en liet in 1942 een bunker bouwen. Hij kwam er regelmatig jagen en hij liet de Pegnitztalstraße asfalteren.

## Amerikanen
In 1945 veroverden de Amerikanen Neuhaus en de burcht na een kort gevecht. Ze namen er hun intrek en zochten met pneumatische hamers naar kunstschatten die Göring er zou ondergebracht hebben. Ze vonden alleen 36 oude kandelaars, wijn, schuimwijn en cognac.
Toen de Amerikanen wegtrokken, gingen er 100 vluchtelingen wonen.

## Beieren
In 1950 werd Beieren eigenaar en beschermde het de burcht als erfgoed.
Vanaf 1968 woonde er een valkenier.
In 1972 pachtte de plaatselijke brouwerij Kaiser Bräu de burcht. Het herenhuis werd een Hotel-Restaurant en de burcht werd vanaf 1974 toegankelijk voor het publiek. Ook enkele private woningen werden er ingericht.
Sinds 2002 vindt er elk jaar het Veldensteiner Festival plaats, waarbij muziekbands in het weekeinde optreden. Tegelijk wordt een middeleeuwse markt georganiseerd.
Op 31 december 2012 liep het huurcontract tussen Kaiser Bräu en Beieren af. Het hotel en de woningen werden ontruimd en de burcht is gesloten en staat leeg.
In mei 2013 stortten 300 ton rotsen en delen van de omwalling omlaag en beschadigden een huis in het dal. 16 inwoners werden geëvacueerd.